# 葉廷皓
葉廷皓（1981年—2024年11月12日），暱稱PUTA，臺灣新媒體藝術家，其作品聚焦於聲音與影像的關聯，專長於音像藝術、實驗聲響與生成式藝術。畢業於輔仁大學應用美術系主修電腦動畫，後取得臺北藝術大學科技藝術研究所碩士學位。他積極參與臺灣實驗聲音場景活動，曾擔任 2008 失聲祭的負責人。除個人創作外，他也參與舞蹈與劇場等各種跨域創作與製作。2013年起，與姚仲涵組成音像團體「HH」。也是非營利組織「噪流」的負責人，注重在台灣音像藝術教育與推廣。葉廷皓也於台灣多所大學相關科系任教兼課。

## 經歷
- 2018-2024   噪流 負責人
- 2024-2024  實踐大學媒體傳達設計學系所，專任講師[3]
- 2020-2024  實踐大學媒體傳達設計學系，兼任講師

## 作品
- 2024《下意識機器》[4]
- 2022《光流》[5]
- 2018《每個人心中都有段被刪》[6]
- 2017《O.S.C. 光學聲音合成》
- 2012《大宇宙意識》
- 2011《曬膊哥的自畫像》
- 2011《我想作你的腮膊哥》[7]
- 2011《在澳門，路邊抗議是合法的嗎？》[8]
- 2009《孩子的教育不能等》
- 2009《拙模成器》
- 2009《手藝孱弱》

## 個展
- 2024 下意識機器，國立臺灣美術館，臺中，臺灣
- 2018 每個人心中都有段被刪，國立臺灣美術館，臺中，臺灣
- 2016 和諧國度，國立臺灣美術館，臺中，臺灣
- 2011 和諧世界，臺北數位藝術中心，臺北，臺灣

## 展覽
- 2017 2017 街大歡囍—當代x社區藝術節，臺北當代藝術館周邊街區，臺北，臺灣
- 2016 2016 大內藝術節，臺北， 臺灣
- 2015 日常協奏，Snowwhite Gallery，奧克蘭，紐西蘭
- 2013 超越：臺灣藝術行動，波士頓大學 George Sherman Union，波士頓，美國
- 2012 科技藝術系列 - 數位裝置藝術展，廣藝基金會，桃園，臺灣
- 2012 顫動感─臺灣數位藝術新視野，K11購物藝術館，香港
- 2012 THE AVANT/GARDE DIARIES – TAIPEI A Voice，華山1914文創園區，臺北，臺灣
- 2012 海尼根Dream Space夢發光空間設計展，華山1914文創園區，臺北，臺灣
- 2012 2012 新媒體藝術卓越獎，關渡美術館，臺北，臺灣
- 2011 第六屆臺北數位藝術節，剝皮寮歷史街區，臺北，臺灣[8]
- 2011 後民國 - 沒人共和國，高雄市立美術館，高雄，臺灣
- 2011 成為賽柏格，國立臺灣美術館 - 數位藝術方舟，臺中，臺灣
- 2009 軟抗爭，非常廟藝文空間，臺北，臺灣
- 2009 超響 - 發聲體，新苑藝術，臺北，臺灣

## 策展
- 2023 數據光景，國立臺灣美術館 光影藝術節，與邱誌勇共同策展[9]
- 2018 聯覺共振，國立臺灣美術館

## 個人演出
- 2020  FUTURE VISION LAB - 衍聲像 音像現場演出 with 賴宗昀，CLab，台北
- 2020 「衍聲 Derivative Sound」，夏夜光音祭-城市聲溫，台中國家歌劇院，台中
- 2019 「光學聲音結構 Optical Sound constructer」，亞熱帶震盪-失聲祭歐洲巡演，巴黎、巴賽隆納
- 2019  Diffusound瀰音 - 域外音IV & Fluid Noise，The Wall Live House，台北
- 2018 《卍㊣ 中__台北雷射梅花宗 ㊣卍》噪流實習vol.1，台灣當代文化實驗場，台北
- 2017 「O.S.C. Optical Sound Composition 光學聲音合成」，濕聲 Wetsound Vol.01，濕地venue，台北
- 2015  「手印孱弱 Craftweak Mudra」，forestlimit，東京，日本
- 2013 「Ghost in soft shell」，「風險社會-個體化的德國當代藝術新世代」開幕晚會，台北當代藝術館，台北
- 2012 「葉未央」，「混種現場」，臺北國際藝術村，台北
- 2012 「CraftWeak Lite」，L.E.A.P.，柏林，德國
- 2012 「CraftWeak Lite」，子宮藝文，高雄
- 2011 「獨腳鬼」，子宮藝文，高雄
- 2011 「葉立傅」，失聲祭45，台北
- 2010 「低級恐怖電影」，實驗音樂玩賞，台北當代藝術中心，台北
- 2010 「葉闆」，上上下下左右左右BA，東吳游藝廣場，台北
- 2010 「夜艷帛」，失聲祭，南海藝廊，台北
- 2009 「Empty Flow」，「聲呼吸」，國立台灣美術館 數位方舟，台中
- 2009 「手藝孱弱」，「超響2009」，台北數位藝術中心，台北
- 2008 「殭屍隊長」，「邊境•近鏡」，華山藝文特區，台北
- 2008 「電腦控制學兄弟」，「超響2008」，牯嶺街小劇場，台北
- 2007「獨腳鬼」失聲祭南海藝廊，台北
- 2007「Unighost」3C祭，華山藝文特區，台北
- 2007「雜音戰隊」越耳噪音，南海藝廊，台北
- 2006  忘了化名，聲波綻放，關渡美術館，台北

## 活動策劃
- 2022 瀰音 DiffuSound Vol.2 實驗音像音樂祭 - 與失聲祭共同策劃，台北數位藝術中心，台北
- 2021 噪流零五，PIPE Live Music，台北
- 2019 瀰音 DiffuSound實驗音像音樂祭 - 與失聲祭共同策劃，The Wall Live House，台北
- 2018 「A/V衝刺班—實驗聲音影像推廣計畫」系列工作坊策畫，C-Lab Creators 進駐計畫 ，台北
- 2021 噪流零肆，玩劇島小劇場，台中

## 跨域創作
- 2024 古舞團  漸見，台北市立美術館，台北
- 2023 蛋堡  熙哈大帝國  雷射控制 with黃偉、劉東昱，The WALL Live House，台北
- 2022 小事製作  Je suis en forme  我的老派，我的派對，臺中國家歌劇院，台中
- 2022 盧律銘，配樂現埸絕代風莘，大港開唱，高雄
- 2022 潘朵拉幻象：迴營麗溫 Pandora Illusion: Echoing Oscilation，with 謝賢德，國立臺灣美術館 U-18 SPACE ，台中
- 2021 古舞團、在地實驗媒體劇場  夷希微的凝視  共感科技演出計畫- 舞蹈劇場/現場即時影像，國立台北藝術大學曼菲劇場，台北
- 2020 潘朵拉幻象 Pandora Illusion，鳳甲美術館，台北
- 2019 潘朵拉幻象 Pandora lllusion-階段呈現，鳳甲美術館，台北
- 2019 九宮矩陣-孫大威、邱智群，北京郎園Vintage藍境藝術中心，北京
- 2015-2018  涅所開發Naxs crop.《Render Ghost》
- 2018 Render Ghost 全息畫寫，2018國際跨媒體藝術節，時代美術館，北京
- 2018 Render Ghost v4，定製真實：數位藝術之魅，國立臺灣美術館，台中
- 2017 Render Ghost V3 文化部表演藝術結合科技跨界創作搏助計畫，台北排練場，台北
- 2016 Render Ghost V2 國美館科技融藝跨界部作捕助計畫，空總創新基地羽球場，台北
- 2015 Render Ghost 第六届台北數位藝術表演獎首獎，水源劇場，台北
- 2013-2014 絲緒 Threads-法國里昂當代音樂中心，孫尚崎

- 2014 品岡萊班葱衛中心，巴黎，法國
- 2013 第八屆台北數位藝術節，誠品表演廳，台北
- 2012 「梨園新意．機械操偶-蕭賀文計劃」，黃文浩、李柏廷、蕭賀文，在地實驗媒體劇場，南港瓶蓋工廠，台北
- 2011-2018 「城市微幅W.A.V.E.」，一當代舞團

- 2010   天際線 Skyline- 北藝大科技與藝術中心，未來聲響實驗室科技藝術節一Transfuture超未來 開幕表演，廣達電腦總部， 林口
- 2010 「ReMove Me」，一當代舞團，台北牯嶺街小劇場
- 2009 「光怪 Funky Light」，劉國松、姚仲涵、張永達、黄翊，第四屆台北數位藝術節-特別表演，紅樓劇場，台北
- 2009 「光構 Light Construction」，北藝大藝科中心，第四屆台北數位藝術節-開幕演出，台北當代藝術館，台北
- 2009-2012 「Loop Me」，一當代舞團：
- 2008  midem 世界音樂博覽會 台灣代表-DreamT（林強團隊），Cu Divan du Monde 巴黎，法國

## 樂團表演
- 2009「歪哥allstar」吵年獸，西門紅樓廣場
- 2008「圖學兄弟」吵年獸。永康街公園
- 2007「低級裸焦點」with 透明雜誌，南海藝廊
- 2007「逼天堂」電子音樂大作戰，南海藝廊
- 2007「剪刀腳姊妹」香腸搖滾，師大分部
- 2006「吳火旺」，The Wall Live House
- 2006「獨走獸」獵奇派對I，東吳城區部
- 2006 「_學_弟」，The Wall Live House
- 2006「數學兄弟」，春天吶喊墾丁